# Irina Vyšeslavská
Irina Leonidivna Vyšeslavská (ukrajinsky Ірина Леонідівна Вишеславська), provdaná Makarovová-Vyšeslavská (* 20. února 1939 Kyjev ) je ukrajinská malířka, grafička, ilustrátorka a scénografka, je členkou Národního svazu umělců Ukrajiny a Maison des Artisles v Paříži. Její díla se nacházejí v muzeích a soukromých sbírkách po celém světě.

## Biografie
Irina Vyšeslavská se narodila 20. února 1939 v Kyjevě v rodině s bohatými kulturními tradicemi. Její otec Leonid Vyšeslavský byl slavný básník a matka Agnesa Baltaga byla spisovatelka. Irina projevovala od raného dětství umělecký talent. Když jí bylo 8 let, vyhrála za akvarel „Přechod přes pláž“ první cenu na celostátní výstavě dětských kreseb. Otec podporoval její umělecké vzdělání tím, že organizoval cesty po Evropě, díky nimž poznala od mládí nejlepší umělecká díla v muzeích ve Stockholmu, Amsterdamu, Paříži, Římě a Athénách. Takové zážitky byly v tehdejším SSSR pro většinu lidí prakticky nedostupné. Album s názvem „Impresionismus“, které Irině věnoval její otec, na ni silně zapůsobilo a stalo se základem její pozdější samostatné tvorby.

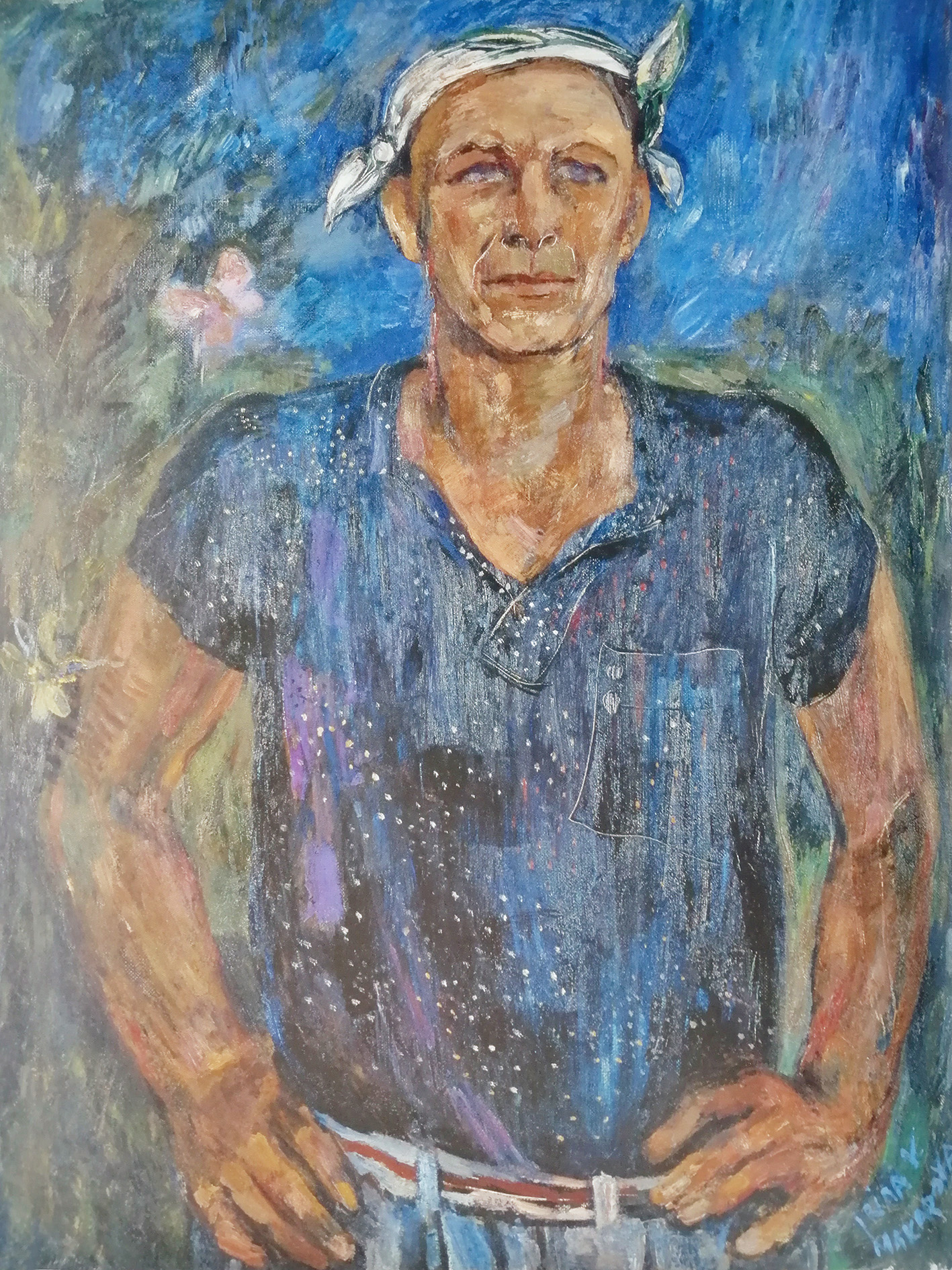
Irina Vyšeslavská Otcův portrét, 1984

Studovala na kyjevské Státní umělecké škole Tarase Ševčenka a čtyři roky na Institutu malířství, sochařství a architektury Ilji Repina v Leningradě (dnešní Petrohrad), kde strávila spoustu času studiem mistrovských děl v Ermitáži. Poté se provdala do Kyjeva a přestoupila do Národní akademie výtvarných umění a architektury. Během manželství se spisovatelem a literárním kritikem Anatolijem Makarovem podepisovala svá díla jako Makarovová-Vyšeslavská. Jejich syn Hlib Vyšeslavský je výtvarník a umělecký kritik.
Během svého osmiletého působení v kyjevské národní akademii měla Vyšeslavská konfliky s ústavem i se svazem umělců. Bylo to těžké období, její styl nebyl přijat, protože byl považován za příliš „západní“. Do Národního svazu umělců Ukrajiny byla přijata až v roce 1975, kdy její obraz získal ocenění v Moskvě na všesvazové soutěži portrétů. Oceněný „Portrét cyklisty“ je ve sbírkách Lvovského muzea výtvarných umění.
Po roce 1989 využila Vyšeslavská příležitostí otevřené společnosti na nezávislé Ukrajině, stala se vášnivou cestovatelkou a dlouhou dobu působila ve Francii. V roce 1996 se provdala za francouzského námořního kapitána Jean-Pierra Duranda.
Od roku 1990 je členkou mezinárodní asociace Umění národů světa (Moskva, Rusko), od roku 1994 nezávislé umělecké asociace Terra (Kyjev, Ukrajina) a od roku 1997 Maison des Artisles (Paříž, Francie).
Její díla byla vystavena a jsou uložena v muzeích na Ukrajině, ve Francii, Rusku, Ázerbájdžánu a dalších zemích.

## Dílo

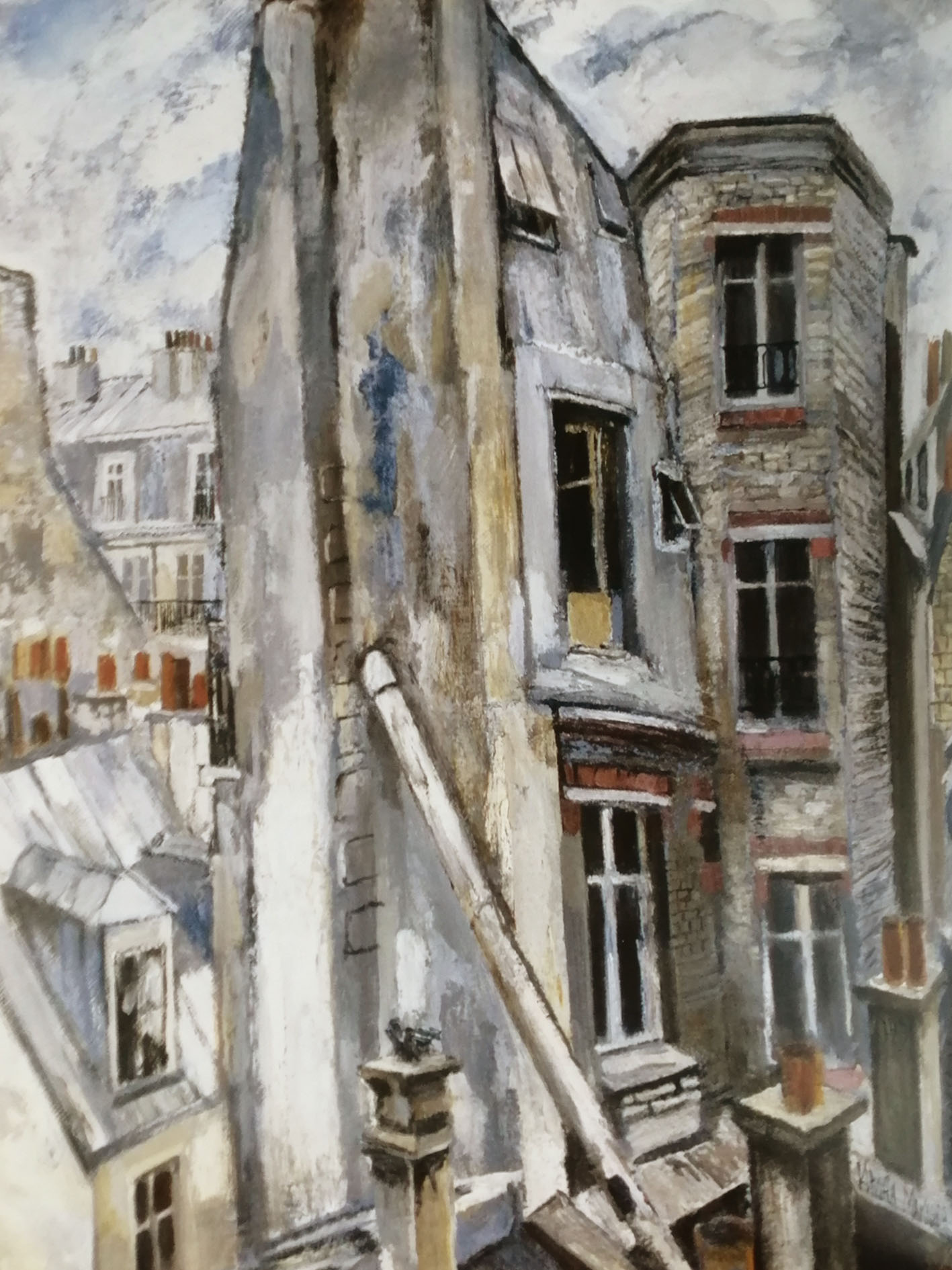
Iryna Vyšeslavská Paříž latinská čtvť, 1991

Irina Vyšeslavská je mistryní portrétů a žánrových scén plných psychologie a dynamiky. Úspěšně pracovala jako ilustrátorka knih a také jako divadelní scénografka. Je také výtvarnou kritičkou a píše o svém otci.
Velký vliv na formování jejích uměleckých a náboženských názorů měl kněz Oleksandr Men, kritik sovětského režimu, s nímž se celá rodina přátelila. V sovětských dobách volila Vyšeslavská takzvaný styl „tichého odporu“, ve své tvorbě se vyhýbala zjevně vlastenecké a stranické tematice.
Po rozpadu SSSR se náměty jejích obrazů obohatily zejména o výjevy ze života Francouzů, Romů, Španělů a mnoha dalších, které jakoby doplňují barevné ukrajinské motivy v její tvorbě.